# Heidter Gemark Siefen
Der Heidter Gemark Siefen ist ein kleiner Siefen im südlichen Stadtgebiet von Wuppertal.

## Beschreibung
Der Siefen ist ein orografisch rechter Zufluss des Saalbaches und wird nach der Unteren Wasserbehörde der Stadt Wuppertal mit einer Länge von 40 Meter angegeben. Er ist nur zeitweise wasserführend und entspringt in einem Mischwald aus Buchen und Eichen. Auf seinem Lauf unterquert er einen Weg, der im Saalbachtal verläuft, verdolt.

## Naturschutz
Die Quelle des Holthauser Gemark Siefen ist als Naturdenkmal geschützt, die Festsetzung erfolgt gemäß § 22 a, b LG NRW. Die Mündung des Siefens im Saalbach liegt im Naturschutzgebiet Fließgewässersystem Gelpe- und Saalbachtal. Der Verlauf des Siefens liegt im Landschaftsschutzgebiet Gelpe.